# Yi Byeong-mu
Yi Byeong-mu (hangeul : 이병무 ; hanja : 李秉武), né le 8 février 1864 et mort le 6 décembre 1926, est un homme politique coréen qui était d'accord avec le traité d'annexion de la Corée de 1907 et le traité d'annexion de 1910.
Il est aujourd'hui considéré comme l'un des chinilpas (collaborateur avec le Japon) les plus fameux.

## Biographie
Yi est issu du clan Yi de Jeonju (en). En 1886, il réussit l'examen militaire de Gwageo. En tant qu'aide de camp du prince Yi Kang (en), il visite le Japon. Il est formé à l'école des sous-officiers japonais et à l'académie de l'armée impériale japonaise. Après avoir obtenu son diplôme, il retourne en Corée et est nommé capitaine. Il est professeur à l'académie militaire de l'empire coréen (en). Le 19 juin 1897, il est promu major. En 1899, il devient chef de compagnie du Jibangdae, puis, en 1900, chef de compagnie du Jinwidae. Le 28 juillet 1900, il devient chef de compagnie de la 5e brigade du Jinwi. Mais il est  démis de ses fonctions le 15 octobre 1900 après avoir révèlé des secrets d'État à un Japonais. À partir de 1902, il est exilé, mais reprend ses fonctions le 7 juin 1904 pendant la guerre russo-japonaise,.
Après son retour au pouvoir, il redevient professeur à l'académie militaire. Le 29 septembre 1904, il est promu lieutenant-colonel. Dans le même temps, il devient directeur de l'académie militaire. Le 13 avril 1905, il est promu colonel, puis général de division le 13 décembre 1905. À ce rang, il devient président de l'éducation militaire, qui fait partie du ministère de l'armée (en). Le 15 février 1906, il reçoit l'ordre des Huit Trigrammes (3e classe). Avec Yi Jaewan, il visite le Japon en tant qu'ambassadeur. Le 1er mars 1906, il reçoit l'ordre du Trésor sacré (2e classe). Le 4 mars, il retourne en Corée. Le 22 mai 1907, il devient ministre de l'Armée et lieutenant-général. Il participe à l'abdication de l'empereur Gojong. Le 24 juillet 1907, il signe le traité d'annexion de la Corée de 1907. Le 3 septembre 1907, il destitue tous les personnels de l'armée impériale coréenne (en) qui n'occupent aucun poste. Le 9 septembre 1907, il reçoit l'ordre de Taegeuk (2e classe). Il ordonne la suppression de l'armée vertueuse de Corée. Le 5 octobre 1908, il se rend à Tokyo pour rencontrer Yi Un afin de célébrer son anniversaire. Il signe également le traité d'annexion de la Corée de 1910.
Après l'annexion de la Corée, il reçoit 50 000 wons du gouvernement japonais pour ses services. Il fait également partie de la Croix-Rouge de l'empire du Japon.

## Distinctions
Empire coréen
- Ordre des Huit Trigrammes (3e classe), janvier 1906
- Ordre de Taegeuk (2e classe), 1907[4]
- Ordre de Taegeuk (1ère classe), 1907
- Ordre de la Fleur de Prunier, 1910[6]

 Empire du Japon
- Ordre du Trésor sacré (2e classe), mars 1906
- Ordre du Soleil levant (1ère classe), 1907